# Rudebox
Rudebox er Robbie Williams' syvende studiealbum. Albummet skulle oprindelig have heddet Rudebox '74, opkaldt efter Robbie Williams' fødselsår.
Albummet nåede #1 på album-hitlisterne i bl.a. UK, Tyskland, Italien, Australien, Finland og Danmark.

## Track listing
| #   | Titel                                              | Sangskrivere                                                               | Producere                     | Længde |
| --- | -------------------------------------------------- | -------------------------------------------------------------------------- | ----------------------------- | ------ |
| 1.  | "Rudebox"                                          | (R. Williams, B. Laswell, B. Collins, C. Aiken, R. Shakespeare, S. Dunbar) | Soul Mekanik                  | 4:44   |
| 2.  | "Viva Life on Mars"                                | (R. Williams, D. Spencer, K. Andrews)                                      | Soul Mekanik                  | 4:51   |
| 3.  | "Lovelight"                                        | (L. Taylor)                                                                | Mark Ronson                   | 4:02   |
| 4.  | "Bongo Bong and Je Ne T'Aime Plus"                 | (M. Chao)                                                                  | Mark Ronson                   | 4:48   |
| 5.  | "She's Madonna" (with The Pet Shop Boys)           | (R. Williams, N. Tennant, C. Lowe)                                         | Pet Shop Boys                 | 4:16   |
| 6.  | "Keep On"                                          | (R. Williams, C. Heath, S. Duffy)                                          | Juan Gabriel                  | 4:19   |
| 7.  | "Good Doctor"                                      | (R. Williams, J. Meehan)                                                   | Mark Ronson                   | 3:16   |
| 8.  | "The Actor"                                        | (R. Williams, B. Christy, C. Russo)                                        | Brandon Christy & Craig Russo | 4:06   |
| 9.  | "Never Touch That Switch"                          | (K. Andrews, D. Spencer)                                                   | Soul Mekanik                  | 2:47   |
| 10. | "Louise"                                           | (J. Callis, P. Wright, P. Oakey)                                           | William Orbit                 | 4:46   |
| 11. | "We're the Pet Shop Boys" (with The Pet Shop Boys) | (My Robot Friend)                                                          | Pet Shop Boys                 | 4:57   |
| 12. | "Burslem Normals"                                  | (R. Williams, D. Spencer, K. Andrews)                                      | Soul Mekanik                  | 3:50   |
| 13. | "Kiss Me"                                          | (S. Duffy)                                                                 | Joey Negro                    | 3:18   |
| 14. | "The 80s"                                          | (R. Williams, J. Meehan)                                                   | Jerry Meehan                  | 4:18   |
| 15. | "The 90s"                                          | (R. Williams, J. Meehan)                                                   | Jerry Meehan                  | 5:34   |
| 16. | "Summertime"                                       | (R. Williams, A. Genn)                                                     | William Orbit                 | 5:41   |
| 17. | "Dickhead" (UK bonus track)                        | (R. Williams, J. Meehan)                                                   | Jerry Meehan                  | 4:09   |